# Кельбус Катерина
Кельбус Катерина — українська журналістка і телеведуча. Відома багаторічною роботою на українському 5 каналі телебачення. Закінчила Інститут журналістики КНУ ім. Тараса Шевченка.

## Життєпис
Народилася у 1984 році. Виросла в Києві, в районі Оболонь. Під час навчання в школі, інколи підпрацьовувала на радіо. Закінчила Інститут журналістики КНУ ім. Тараса Шевченка.
З 2004 року працювала міжнародною оглядачкою на телеканалі «НТН».
З 2005 року працювала міжнародною оглядачкою на Новому каналі. Готувала огляди актуальних подій в Світі.
З 2006 року була ведучою програм «Ранковий репортер» і «Бізнес-Репортер».
З листопада 2007 року є працівницею 5 каналу. Під час роботи на 5 каналі була міжнародним оглядачем, редактором, коментатором, ведучою, теле-марафонцем.
В 2022 році Катерина Кельбус брала участь у зйомці «оголеного календаря», в якому моделями виступили працівниці 5 каналу. Календар був створений на підтримку ЗСУ і отримав розголос в українському суспільстві. Катерина перша в списку моделей що взяли участь у зйомці календаря.